# 塞拉納島
塞拉納島（英語：Serrana Bank）是大西洋众多小環礁中的一个，它大部分都是低于水面的暗礁，大概有50公里长和13公里宽，由众多的珊瑚礁和小岛组成，最突出的是西南部的珊瑚礁。
塞拉纳岛是哥伦比亚领土，不过在1981年以前一直被美国占领，做为美国的一个军事基地，现在主要访问该岛的人是捕龙虾的渔民。
塞拉纳岛的名称一般认为是取自西班牙坐船遇难的人佩德羅·塞拉諾，这个名称在1545年首次出现在荷兰的地图里面，然后在1660年英国更广阔地在地图上标注了该岛。
在1972年9月8日，美国和哥伦比亚签订了一项协议，协议承认哥伦比亚拥有对Quita Sueño Bank、Roncador Cay和塞拉纳岛的主权，协议于1981年9月17日生效。
在2007年9月3日，5级飓风费利克斯的风眼经过了塞拉纳岛。

## 命名
16世紀初， 西班牙人佩德羅·塞拉諾在一次海難中，飄流到位於加勒比海的一個小島，並在這裡居留七年後獲救（期間還有一個人，因另一宗海難而流落到這個島，成為他的難友，但在獲救後不久死去）。塞拉諾大難不死後，還得到西班牙君主卡洛斯一世的接見和賞賜。而他流落的荒島，就用他的名字命名為「塞拉納島」（Serrana Bank）